# Републикански път III-407
Републикански път IIІ-407 е третокласен път, част от републиканската пътна мрежа на България, преминаващ по територията на области Търговище и Велико Търново. Дължината му е 100,3 км.
Пътят се отклонява наляво при 176 км на Републикански път I-4 в източната част на село Моравица и се насочва на северозапад през северните части на Антоновските височини. След 2,4 км пътят навлиза във Великотърновска област, минава през селата Ново градище и Мирово, завива на запад, пресича Голяма река и достига до град Стражица. От там пътят продължава на запад до село Царски извор, завива на север, минава през село Горски Сеновец, достига до село Лозен и отново се насочва на северозапад. Последователно преминава през селата Виноград, Орловец и Каранци, пресича река Янтра и достига до град Полски Тръмбеш. От там Републикански път IIІ-407 продължава на северозапад през Средната Дунавска равнина, като последователно преминава през селата Страхилово, Павел и Совата и югоизточно от село Царевец се съединява с Републикански път III-405 при неговия 71 км.
По протежението на Републикански път IIІ-407 наляво и надясно от него се отделят два третокласни пътя от Републиканската пътна мрежа на България с четирицифрени номера:
- при 21,7 км, в североизточната част на град Стражица — надясно Републикански път III-4072 (11,7 км) през село Николаево до 1,2 км на Републикански път III-514;
- при 28,6 км, южно от село Царски извор — наляво Републикански път III-4073 (14,5 км) през село Горски Горен Тръмбеш до село Драганово, при 29,3 км на Републикански път III-514.

| Пътища, отклоняващи се надясно (населено място, № на пътя, посока на пътя) | Км    | Пътища, отклоняващи се наляво (посока на пътя, № на пътя, населено място) |
| -------------------------------------------------------------------------- | ----- | ------------------------------------------------------------------------- |
| Община Антоново, Област Търговище, I-4, 176 км, с. Моравица ←              | 0,0   | ← с. Моравица, 176 км, I-4, Област Търговище, Община Антоново             |
| Община Стражица, Област Велико Търново                                     | 2,4   | Област Велико Търново, Община Стражица                                    |
| (за с. Любенци) общински път ←                                             | 3,8   |                                                                           |
|                                                                            | 4,6   | → общински път (за с. Кавлак)                                             |
| с. Ново градище                                                            | 8,8   | с. Ново градище                                                           |
| (за селата Асеново и Манастирица) общински път, с. Мирово ←                | 12,8  | с. Мирово                                                                 |
| (до 1,2 км на III-514) III-4072, 0 км ←                                    | 21,7  |                                                                           |
| гр. Стражица                                                               | 23,5  | ← гр. Стражица, 9,7 км, III-4005 (от 158,1 км на I-4)                     |
| гр. Стражица                                                               | 24,1  | → гр. Стражица, общински път (за с. Бряговица)                            |
|                                                                            | 28,6  | → 0 км, III-4073 (до с. Драганово)                                        |
| с. Царски извор                                                            | 30,3  | → с. Царски извор, общински път (за с. Сушица)                            |
| с. Горски Сеновец                                                          | 34,9  | с. Горски Сеновец                                                         |
| (от 29,6 км на III-51) III-514, 10,3 км →                                  | 37,9  | → 10,3 км, III-514 (до гр. Велико Търново)                                |
| с. Лозен                                                                   | 40,9  | с. Лозен                                                                  |
| с. Виноград                                                                | 45,6  | → с. Виноград, общински път (за с. Паисий)                                |
| (за селата Дряновец и Бистренци) общински път ←                            | 47,3  |                                                                           |
| Община Полски Тръмбеш                                                      | 50,5  | Община Полски Тръмбеш                                                     |
| с. Орловец                                                                 | 54,8  | с. Орловец                                                                |
| с. Каранци                                                                 | 61,8  | с. Каранци                                                                |
| (от гр. Русе) I-5, 68,9 км, гр. Полски Тръмбеш →                           | 64,8  | → гр. Полски Тръмбеш, 68,9 км, I-5 (до ГКПП Маказа - Нимфея)              |
| с. Страхилово                                                              | 73,2  | с. Страхилово                                                             |
| (от 59 км на I-5) I-3, 9,1 км →                                            | 77,0  | → 9,1 км, I-3 (до гр. Ботевград)                                          |
| (за с. Босилковци) общински път, с. Павел ←                                | 81,6  | с. Павел                                                                  |
| Община Свищов                                                              | 87,1  | Община Свищов                                                             |
|                                                                            | 91    | → общински път (за с. Хаджидимитрово)                                     |
|                                                                            | 93,6  | → общински път (за с. Хаджидимитрово)                                     |
| с. Совата                                                                  | 95    | с. Совата                                                                 |
| (до гр. Свищов) III-405, 71 км ←                                           | 100,3 | ← 71 км, III-405 (от 98,6 км на I-4)                                      |